# Alioune Badara Guèye
Alioune Badara Guèye (ur. 21 stycznia 1949 w Dakarze) – senegalski koszykarz, reprezentant kraju, dwukrotny olimpijczyk.
Uczestnik IO 1968 i IO 1972. Łącznie podczas tych turniejów wystąpił we wszystkich 17 meczach, w których zdobył 60 punktów (19 w Meksyku i 41 w Monachium). W Meksyku popełnił aż 30 przewinień, zaś w 1972 roku 21. Ponadto w Monachium uzyskał 25 zbiórek (w tym 5 ofensywnych i 20 defensywnych). Na swoich pierwszych igrzyskach miał 19 lat i był najmłodszym sportowcem z Senegalu.
Na obu imprezach zajął wraz z drużyną 15. miejsce. Te dwa turnieje przebiegały dla Senegalu podobnie, przegrywali bowiem wszystkie siedem meczów grupowych i grali w turniejach o miejsca 13–16. Spotkania o miejsca 13–14 przegrywali, więc jako pokonani grali na obu turniejach o przedostatnie miejsce. W Meksyku wygrali z drużyną Maroka (42–38), zaś w Monachium wygrali z Egipcjanami walkowerem (mecz o przedostatnie miejsce się nie odbył, gdyż mająca w nim grać drużyna Egiptu wyjechała z Niemiec przed zakończeniem turnieju (w związku z masakrą izraelskich sportowców)).